# 凡賽斯遇刺案：美國犯罪故事
《凡賽斯遇刺案：美國犯罪故事》（英語：The Assassination of Gianni Versace: American Crime Story）為FX真實犯罪詩選劇《美國犯罪故事》（英語：American Crime Story）的第二季。本季於2018年1月12日在FOX+搶先上線第1集，並安排於1月17日進行電視首播，全季共9集。
故事聚焦知名設計師吉安尼·凡賽斯的死亡事件，更改編自莫琳·奧思所著作之《庸俗品味：安德魯·庫納南、吉安尼·凡賽斯與美國歷史最失败的抓捕行动》（Vulgar Favors: Andrew Cunanan, Gianni Versace, and the Largest Failed Manhunt in U.S. History）一書。

## 製作

### 開發
2016年10月18日，FX提前續訂本季《凡賽斯／庫納南》10集，故事將講述吉安尼·凡賽斯的死亡事件，並改編自〈浮華世界〉記者莫琳·奧思的著作《庸俗品味：安德魯·庫納南、吉安尼·凡賽斯與美國歷史最大的失敗者》（Vulgar Favors: Andrew Cunanan, Gianni Versace, and the Largest Failed Manhunt in U.S. History）。《倫敦諜影》湯姆·羅伯·史密斯將執筆首兩集及後續部分集數，並加入執行製作陣容，而萊恩·墨菲同樣將執導首集，並預計於隔年春季在洛杉磯及邁阿密開拍。起初該季尚未排定計畫，但在FX與FOX 21閱讀了史密斯的最初腳本後，對其印象深刻，因此決定加速第3季的製作，使得該季將與第2季同時進行製作，並預計在第2季首播後的六個月內緊接首播。2017年5月24日，正式公布第3季劇名為《凡賽斯遇刺案：美國犯罪故事》（The Assassination of Gianni Versace: American Crime Story）。
2017年6月13日，由於第2季《卡崔娜》製作延宕至2018年年初，因此早在2017年4月開拍、原定作為第3季的本劇被提前為第2季，預計在2018年初首播。
2017年10月2日，宣布與墨菲曾在《歡樂合唱團》、《美國恐怖故事》、《另類家庭》與《血熱之心》多次合作的男演員麥特·波莫將執導第2季第8集，而這將會是他的執導處女作。

### 選角
2016年11月4日，據傳和墨菲於《美國恐怖故事：酒店》合作的Lady Gaga將飾演唐娜特拉·凡賽斯，但墨菲隨後否認了此選角消息。
2017年2月15日，宣布《金爆內幕》、《列車上的女孩》艾德格·拉米瑞茲將飾演傳奇設計師吉安尼·凡賽斯，與墨菲於《歡樂合唱團》合作過的達倫·克里斯則飾演殺害凡賽斯的殺手安德魯·庫納南。2017年3月20日，宣布奧斯卡金像獎得主潘妮洛普·克魯茲將飾演唐娜特拉·凡賽斯。4月7日，宣布曾於《歡樂合唱團》與墨菲合作過的葛萊美獎得主瑞奇·馬汀將飾演凡賽斯的長期伴侶安東尼·達米柯。5月5日，墨菲在個人Instagram上，上傳曾和他於《美國恐怖故事：酒店》合作過的麥斯·格林菲爾德參與本季拍攝的相片。6月21日，在釋出的劇照中，揭示安娜蕾·艾許福德與尼可·艾佛斯-斯文戴爾分別飾演伊莉莎白與菲爾，而《美國恐怖故事》芬恩·維特羅克也加入了演出陣容，飾演安德魯·庫納南的朋友，亦是首位受害者傑弗瑞·翠爾。
2017年11月25日，劇組於劇集官方Twitter上釋出茱蒂絲·賴特與達絲莎·波蘭科拍攝之宣傳照。12月，官方網站正式公布演員與角色名細節，早前已確知加入劇組的格林菲爾德、賴特與波蘭科分別飾演朗尼、梅莉蓮·米格林與蘿莉·威德警探，其他演員還包括飾演莫德斯托·庫納南的強·強·布里歐內斯、飾演大衛·梅德遜的寇帝·弗恩以及飾演李·米格林的麥克·法洛。

## 演員

### 主要人物
| 演員            | 角色            | 介紹 | 登場集數 |
| 達倫·克里斯     | 安德魯·庫納南   |      |          |
| 艾德格·拉米瑞茲 | 吉安尼·凡賽斯   |      |          |
| 潘妮洛普·克魯茲 | 唐娜黛拉·凡賽斯 |      |          |
| 瑞奇·馬汀       | 安東尼·達米柯   |      |          |

### 常設人物
| 演員                 | 角色            | 介紹 | 登場集數 |
| 達絲莎·波蘭科        | 蘿莉·威德       |      |          |
| 麥斯·格林菲爾德      | 朗尼            |      |          |
| 芬恩·維特羅克        | 傑弗瑞·翠爾     |      |          |
| 強·強·布里歐內斯     | 莫德斯托·庫納南 |      |          |
| 寇帝·弗恩            | 大衛·梅德遜     |      |          |
| 茱蒂絲·賴特          | 梅莉蓮·米格林   |      |          |
| 麥克·法洛            | 李·米格林       |      |          |
| 安娜蕾·艾許福德      | 伊莉莎白·寇特   |      |          |
| 尼可·艾佛斯-斯文戴爾 | 菲利浦·梅里爾   |      |          |
| 威爾·切斯            | 史克林蕭        |      |          |

## 集數
| 總集數 | 集數 （季） | 標題                                | 導演               | 編劇                       | 首播日期      | 製作 代碼 | 美國收視人數 （百萬） |
| ------ | ----------- | ----------------------------------- | ------------------ | -------------------------- | ------------- | --------- | --------------------- |
| 11     | 1           | 焦點人物 The Man Who Would Be Vogue | 萊恩·墨菲          | 湯姆·羅伯·史密斯           | 2018年1月17日 | 2WAX01    | 2.225                 |
| 12     | 2           | 追捕行動 Manhunt                    | 尼爾森·克瑞格      | 湯姆·羅伯·史密斯           | 2018年1月24日 | 2WAX02    | 1.426                 |
| 13     | 3           | 隨機殺人案 A Random Killing         | 格溫妮絲·霍德-佩頓 | 湯姆·羅伯·史密斯           | 2018年1月31日 | 2WAX03    | 1.262                 |
| 14     | 4           | 湖畔之屋 House by the Lake          | 丹·米納漢          | 湯姆·羅伯·史密斯           | 2018年2月7日  | 2WAX04    | 0.982                 |
| 15     | 5           | 不問不說 Don't Ask Don't Tell       | 丹·米納漢          | 湯姆·羅伯·史密斯           | 2018年2月14日 | 2WAX05    | 0.913                 |
| 16     | 6           | 殞落 Descent                        | 格溫妮絲·霍德-佩頓 | 湯姆·羅伯·史密斯           | 2018年2月28日 | 2WAX07    | 1.097                 |
| 17     | 7           | 得道 Ascent                         | 格溫妮絲·霍德-佩頓 | 湯姆·羅伯·史密斯           | 2018年3月7日  | 2WAX06    | 0.918                 |
| 18     | 8           | 創造與毀滅 Creator / Destroyer      | 麥特·波莫          | 湯姆·羅伯·史密斯 梅姬·寇恩 | 2018年3月14日 | 2WAX08    | 1.000                 |
| 19     | 9           | 孤獨 Alone                          | 丹·米納漢          | 湯姆·羅伯·史密斯           | 2018年3月21日 | 2WAX09    | 1.199                 |

## 收視
| 總集數 | 集數 | 標題           | 播出日期      | 收視 （18–49歲） | 收視 （百萬） | DVR （18–49歲） | DVR收視 （百萬） | 加總 （18–49歲） | 總收視 （百萬） |
| ------ | ---- | -------------- | ------------- | ---------------- | ------------- | --------------- | ---------------- | ---------------- | --------------- |
| 11     | 1    | 焦點人物（The Man Who Would Be Vogue）   | 2018年1月17日 | 0.72             | 2.225         | 0.6             | 1.760            | 1.3              | 3.985           |
| 12     | 2    | 追捕行動（Manhunt）   | 2018年1月24日 | 0.41             | 1.426         | 0.7             | 1.980            | 1.1              | 3.406           |
| 13     | 3    | 隨機殺人案（A Random Killing） | 2018年1月31日 | 0.39             | 1.262         | 0.7             | 1.939            | 1.1              | 3.201           |
| 14     | 4    | 湖畔之屋（House by the Lake）   | 2018年2月7日  | 0.30             | 0.982         | 0.6             | 1.790            | 0.9              | 2.772           |
| 15     | 5    | 不問不說（Don't Ask Don't Tell）   | 2018年2月14日 | 0.24             | 0.913         | TBD             | TBD              | TBD              | TBD             |
| 16     | 6    | 殞落（Descent）       | 2018年2月28日 | 0.34             | 1.097         | 0.6             | 1.583            | 0.9              | 2.680           |
| 17     | 7    | 得道（Ascent）       | 2018年3月7日  | 0.28             | 0.917         | 0.5             | 1.546            | 0.8              | 2.464           |
| 18     | 8    | 創造與毀滅（Creator / Destroyer） | 2018年3月14日 | 0.30             | 1.000         | 0.5             | 1.566            | 0.8              | 2.566           |
| 19     | 9    | 孤獨（Alone）       | 2018年3月21日 | 0.32             | 1.199         | 0.6             | 1.616            | 0.9              | 2.815           |

## 評價
於爛番茄整合的評論中，本季獲得87%新鮮度、7.06/10分（82位評論家），評論家共識：「《凡賽斯遇刺案》從一聲緩慢的槍響開始，透過達倫·克里斯演藝代表作的演出，將錯綜複雜（時而轉折）的謀殺之謎向後推展。」於Metacritic整合的評論中，本季獲得了74分（滿分100分；35位評論家），屬普遍的好評。

## 獎項
| 年度 | 大獎        | 獎項             | 入圍者      | 結果 |
| ---- | ----------- | ---------------- | ----------- | ---- |
| 2018 | MTV影視大獎 | 最佳電視劇表演獎 | 達倫·克里斯 | 待定 |

## 海外播出
FX於2018年1月18日起，緊貼美國首播，逢週四晚間10點安排於亞洲區首播。

## 爭議
2018年1月8日，凡賽斯家族發出聲明譴責本劇，表明家族並未授權或參與講述吉安尼·凡賽斯之死的電視劇，「既然凡賽斯未授權電視劇改編來源之著作，亦未參與劇本的創作，故這部電視劇只能被視為一個虛構的故事。」凡賽斯家族聲明道。對此，FX則回應道：「…《凡賽斯遇刺案》是取材自探究安德魯·庫納南真實犯罪狂潮、經莫琳·奧思深入研究與認證的非虛構暢銷著作《庸俗品味》，我們堅信奧思女士精心的報告。…」扮演唐娜黛拉·凡賽斯的潘妮洛普·克魯茲，有事先向唐娜黛拉表示尊重，但唐娜黛拉因認為原著有著謬誤而無意欣賞本劇。

## 外部連結
- 官方网站（英文）
- 互联网电影数据库（IMDb）上《凡賽斯遇刺案：美國犯罪故事》的资料（英文）
- 豆瓣电影上《凡賽斯遇刺案：美國犯罪故事》的資料 （简体中文）